# 자사호
자사호(紫沙壺)는 차를 마실 때 사용하는 다기(茶器)의 하나로, 중국 장쑤성 이싱에서 생산된다. 모습은 작은 주전자 모양이다. 주로 짙은 갈색 빛을 띤다. 맹신호(孟臣壺)라고도 불린다.

## 원료
자사호를 만들 때 쓰는 원료는 중국 장쑤성 이싱에서 나는 자사원석이다. 여기에는 철(Fe) 성분이 포함되어 있고 입자가 매우 미세해서 이 흙을 이용하면 다기의 세밀한 묘사가 가능해진다.

## 역사
명나라 시대부터 덩어리 형태로 차를 만드는 단차가 아닌 엽차를 만드는 방식이 생김에 따라 자사호가 발전하게 되었다.

## 특징
차의 향이 자사호에 배기 때문에 향이 강한 차는 자사호에 우려 마시기 적합하지 않다. 그래서 한 종류의 차만 하나의 자사호에 우려 마시는 것이 바람직하다.

## 같이 보기
- 개완

## 참고 문헌
- 조은아 (2012). 《중국차 이야기》. 살림출판사. ISBN 9788952219374.